# Harmelen

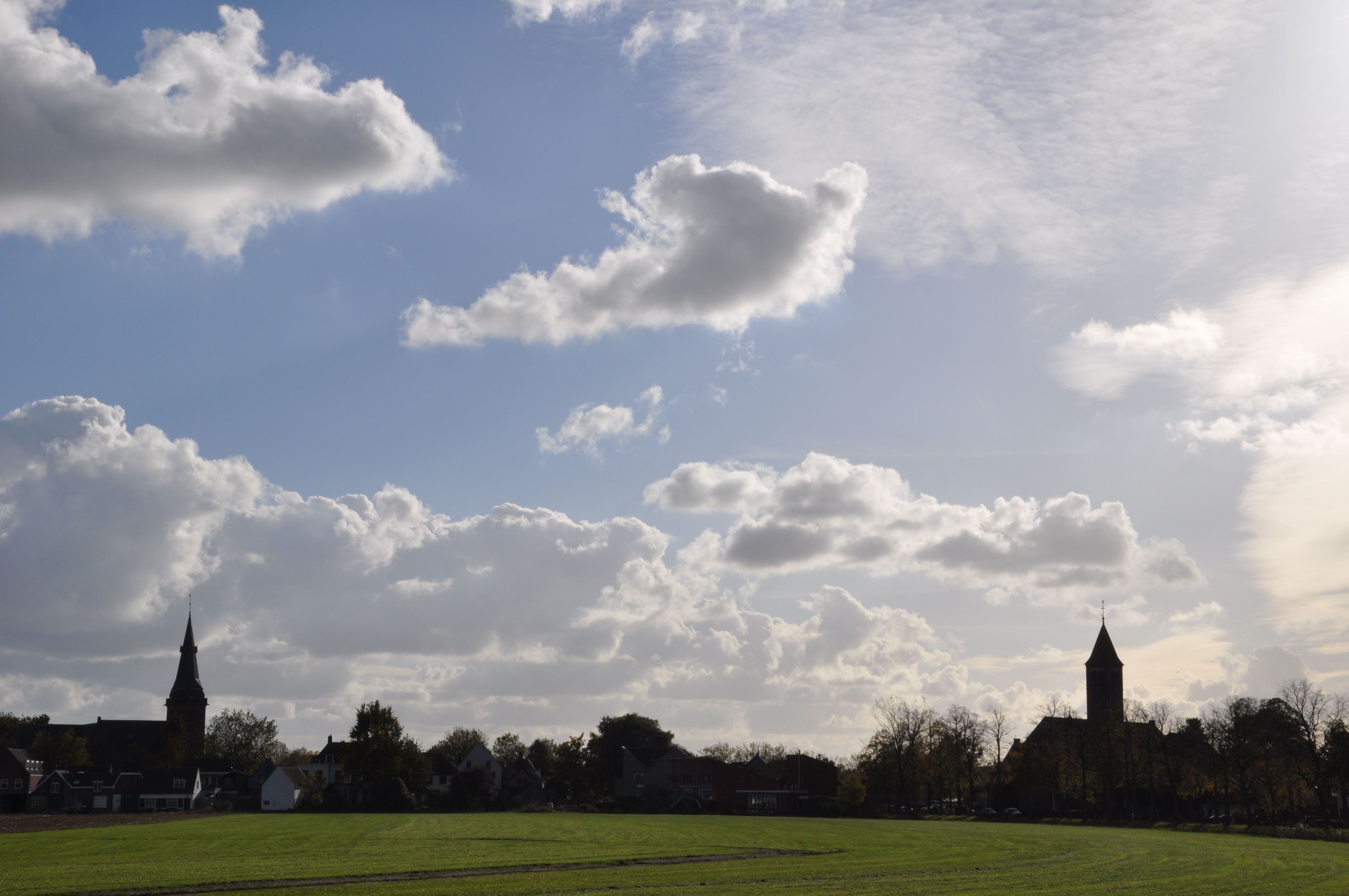
De skyline van Harmelen

Harmelen is een dorp in de gemeente Woerden in de Nederlandse provincie Utrecht. Het dorp wordt doorsneden door de Leidse Rijn, die overgaat in de Oude Rijn. Tevens grenst het aan de Utrechtse wijk Vleuten-De Meern. Inclusief het buitengebied heeft Harmelen 8.125 inwoners (2023) en heeft een oppervlakte van 2.375 ha.
Tot 2001 was Harmelen een zelfstandige gemeente, in dat jaar werd het bij de gemeente Woerden gevoegd. In het buitengebied van Harmelen is de belangrijkste agrarische functie veeteelt. Ook komt er veel fruit- en glastuinbouw voor. Een kleinschalige concentratie van bedrijven op het gebied van technische productie, transport en dienstverlening is te vinden op het bedrijventerrein De Putkop. Dit zijn vooral bedrijven met een lokale of regionale functie.

## Geschiedenis
Huis Harmelen is een voormalig kasteel en ridderhofstad uit 1295 dat in 1672 werd verwoest en in de twintigste eeuw herbouwd. Het dorp is ontstaan rondom de middeleeuwse kerk. Station Harmelen is een voormalig spoorwegstation. De naam Harmelen is bij veel mensen nog bekend van de locatie waar op 8 januari 1962 het tot nu toe ernstigste spoorwegongeval uit de Nederlandse geschiedenis plaatshad. Hoewel dit ongeval bekend bleef als de 'treinramp bij Harmelen', vond het plaats op het grondgebied van de toenmalige buurgemeente Kamerik.

### Bestuurlijke geschiedenis
De kern van de latere gemeente Harmelen is het gerecht Harmelen. Dit gerecht werd in het noorden begrensd door de Leidse Rijn en Oude Rijn en de parochiekerk bevond zich binnen dit gerecht. Ten noorden van de Leidse Rijn lag het gerecht Harmelerwaard, terwijl het zo genaamde Oude Land van Harmelen onder het gerecht Indijk viel, dat deel uitmaakte van het gewest Holland (Land van Woerden).
In 1798 werden tijdens de Bataafse Republiek veel kleine gerechten samengevoegd. Met Harmelen werden verenigd: 
- Harmelerwaard
- Veldhuizen met Rosweide en Reijerscop Lichtenberg
- Breudijk en Gerverscop in het Westeinde
- Gerverscop in het Oosteinde
- Reijerscop Kruiningen
- Reijerscop Meerlo

De twee gerechten Reijerscop Indijk en Gerverscop Utenham worden niet vermeld, maar zullen waarschijnlijk ook bij Harmelen gevoegd zijn. Ook de provinciale indeling verandert, Harmelen behoort tot het departement van de Delf.
Omdat de reorganisatie geen succes is, wordt in 1801 de oude situatie hersteld, alleen heette de provincie Utrecht nu departement Utrecht.
Na de inlijving bij Frankrijk in 1810 werd de bestuurlijke indeling opnieuw vereenvoudigd. Per 1 januari 1812 werden de gerechten van 1798 weer bij Harmelen gevoegd, nog uitgebreid met Teckop en Indijk. Ook de departementen werden weer herschikt: Harmelen kwam bij het departement van de Zuiderzee. Na het verdwijnen van het Franse Keizerrijk in 1813 werd de klok weer teruggedraaid. De oude provincies werden op 19 september 1814 hersteld met als gevolg dat Harmelen nu in twee provincies lag vanwege Teckop en Indijk. Per 1 april 1817 werden Teckop en Indijk zelfstandige gemeentes, zodat de gemeente Harmelen weer geheel onder Utrecht viel. Op 1 januari 1818 werden vervolgens ook Gerverscop en Veldhuizen zelfstandige gemeentes, zodat de gemeente Harmelen alleen nog maar uit de twee voormalige gerechten Harmelen en Harmelerwaard bestond. De gemeente Indijk ging per 1 januari 1821 van de provincie Zuid-Holland naar de provincie Utrecht om vervolgens op 13 januari 1821 bij Harmelen gevoegd te worden. Naast het voormalige gerecht Indijk kwam daardoor ook de polder Reijerscop ten westen van de Achtermolenvliet bij Harmelen. Op 8 september 1857 werd ten slotte de gemeente Gerverscop bij Harmelen gevoegd. Op 1 januari 2001 werd Harmelen bij Woerden gevoegd.

### Kaarten gerechten en gemeenten

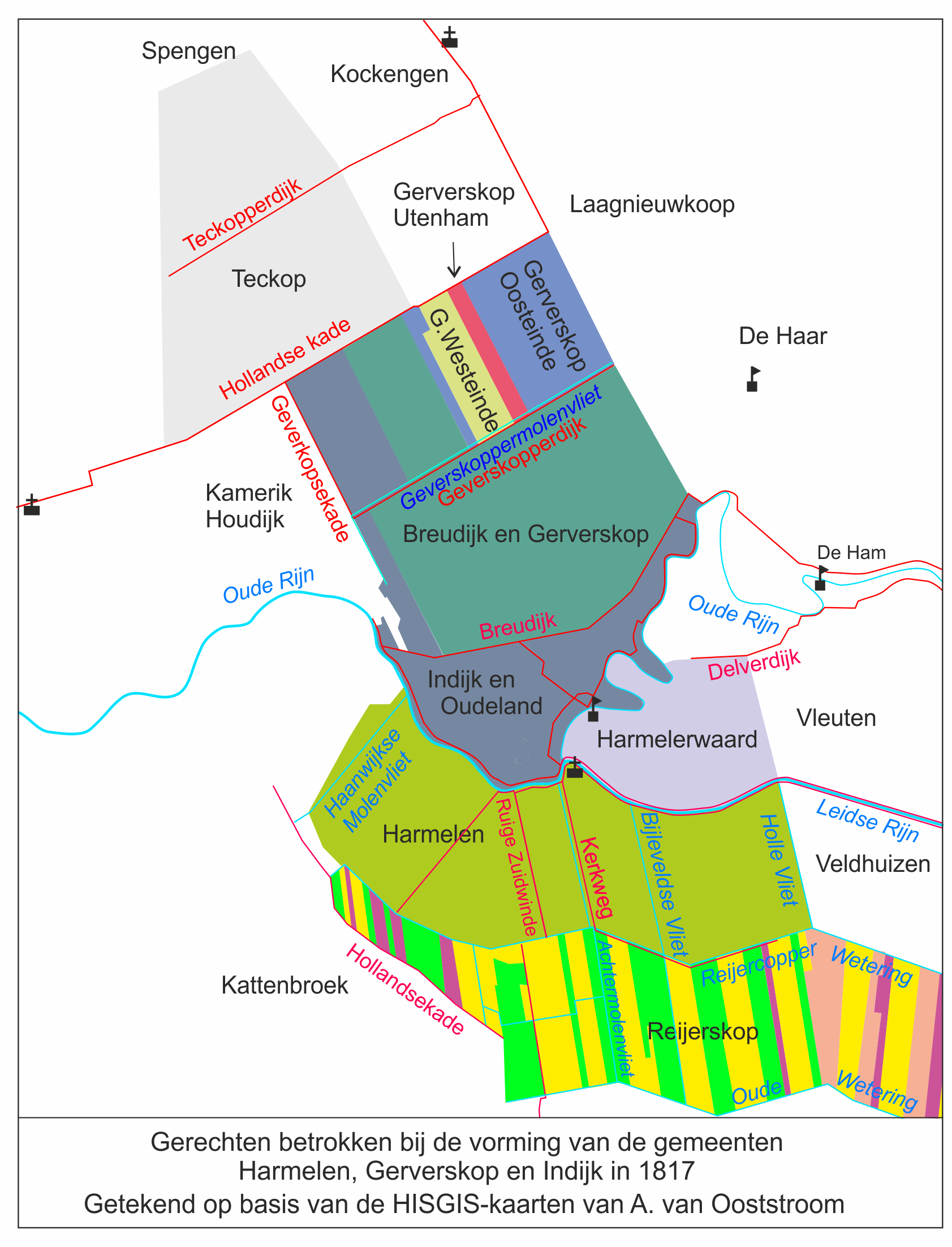
Gerechten in 1795
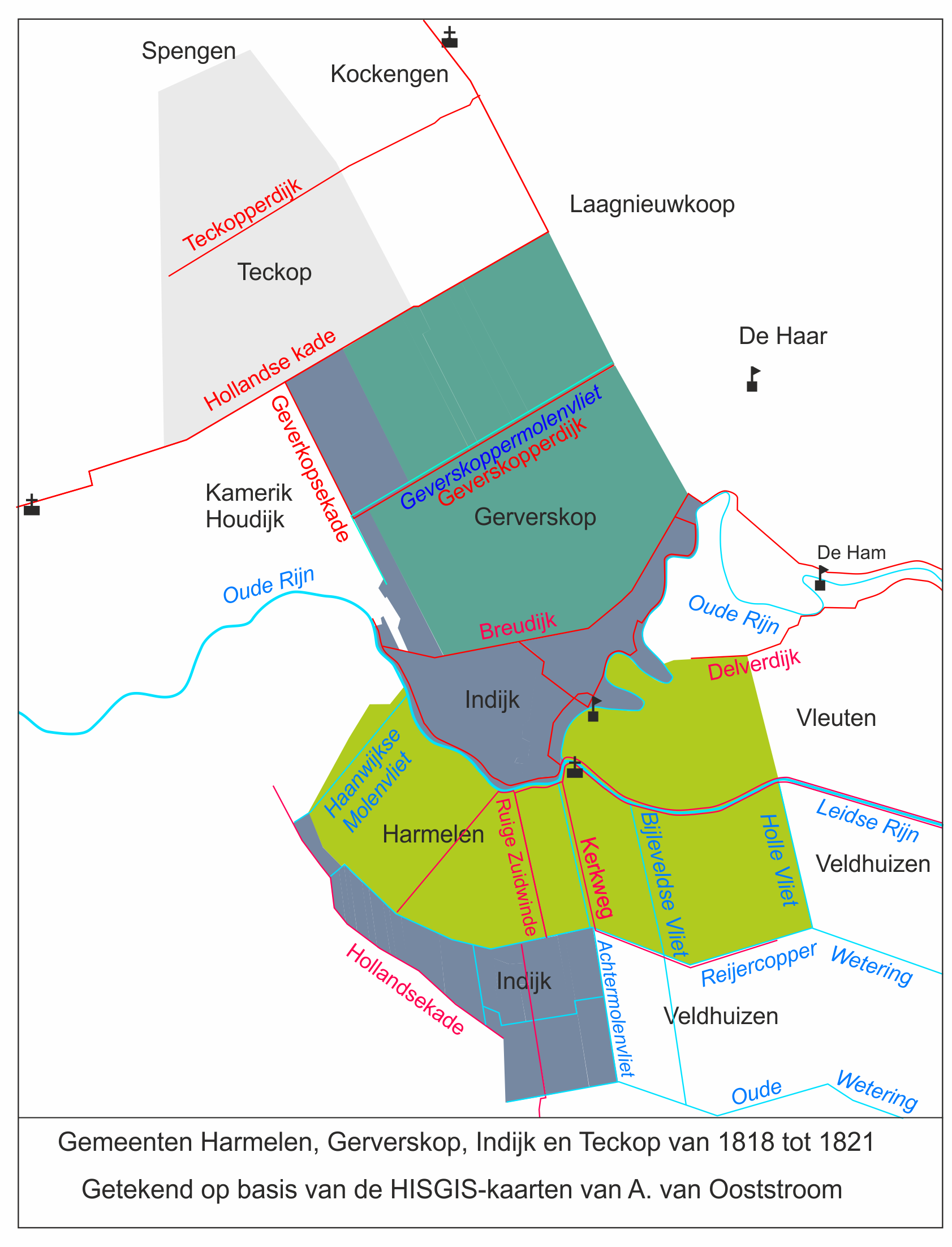
Gemeenten in 1818

## Waterstaat

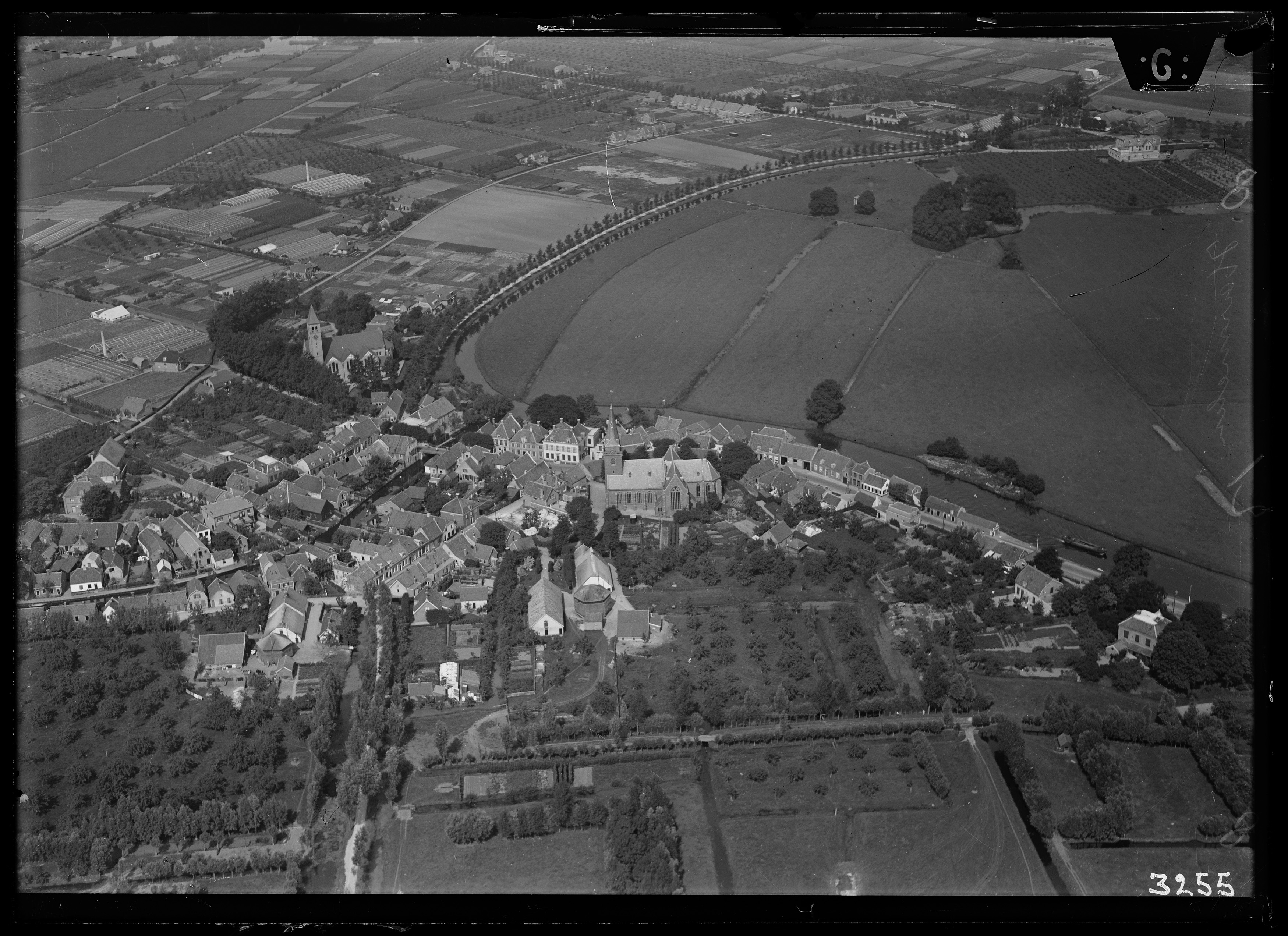
Luchtfoto van Harmelen (voor 1940)

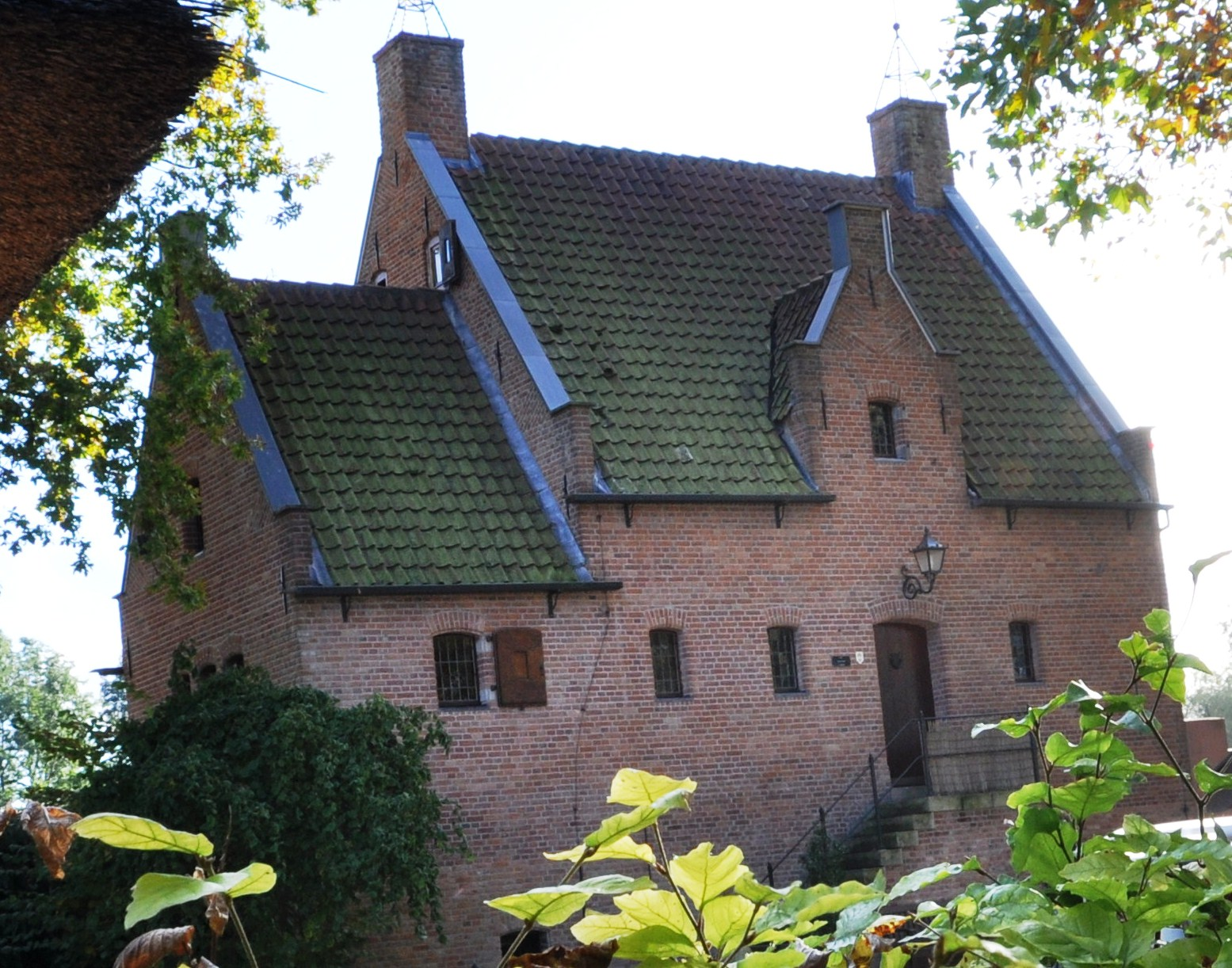
Huis Harmelen

Waterstaatkundig viel Harmelen van de middeleeuwen tot in de twintigste eeuw in twee delen uiteen: de polders Gerverscop, Breudijk, Oudeland en Haanwijk vielen onder het Groot-Waterschap van Woerden, terwijl Harmelen (Polder Bijleveld), Harmelerwaard en Reijerscop onderdeel uitmaakten van waterschap Bijleveld. De Haanwijkersluis in de Oude Rijn was de grens tussen beide afwateringsgebieden.

## Sportverenigingen
De voetbalclub van Harmelen is SCH '44 en zaalvoetballen kan bij FC Harmelen. Er is een korfbalclub THOR, tennis- en badmintonvereniging Triaq, zwembad H2O, atletiekvereniging Athloi, dartsverenigingen The Pirates en de Kroonkurk, een aantal sportscholen, een manege, scouting en Jong Nederland.

## Begraafplaatsen
- Algemene Begraafplaats Leidsestraatweg
- 't Spijck

## Geboren in Harmelen
- Catharina Helena Bolhuis-Schilstra (1905), verkennersleider
- Ad Moons (1917), atleet
- Theo de Rooij (1957), wielrenner en ploegleider
- Ellen van Dijk (1987), wielrenster
- Anita Sara Nederlof (1990), actrice, presentatrice en zangeres
- Dico Koppers (1992), voetballer